# Канапацкая, Зорина Ибрагимовна
Зорина Ибрагимовна Канапацкая (бел. Зарына Ібрагімаўна Канапацкая; род. 7 августа 1978) — белорусский ученый-историк, кандидат исторических наук (2005), дочь известного белорусского общественно-политического деятеля Ибрагима Конопацкого.

## Биография
Родилась в семье польско-литовских татар.
В 2000 году с отличием окончила исторический факультет БГПУ по специальности «История и иностранный язык». В апреле 2005 года защитила кандидатскую диссертацию на тему «Татары в Беларуси и их культура (XIV—XVII века)». С сентября 2005 по 2023 год устроилась на работу в Белорусский государственный педагогический университет имени Максима Танка. С ноября 2009 заняла должность доцента. В декабре 2012 года окончила докторантуру БГПУ.
Является разработчиком спецкурсов «Ислам и история религиозных верований народов Беларуси», которые внедрены в учебно-образовательный процесс на историческом факультете БГПУ, в Институте теологии БГУ, христианском образовательном центре имени святых Мефодия и Кирилла при Белорусской Православной Церкви.
В июне 2006 года проходила стажировку на базе школы изучения Африки и Востока Лондонского университета по приглашению британской академии наук. С 2006 года является членом Ассоциации исламских рукописей и Комитета по сохранению и реставрации рукописей при Центре изучения Среднего Востока Университета Кембриджа. Под её руководством была составлена крупнейшая в Белоруссии коллекция написанных арабской вязью рукописей конца XVII и начала XX веков.
С 2008 по 2009 год принимала участие в разработке учебных планов и учебных программ для студентов специальностей «История и социально-политические дисциплины», «История и иностранный язык», «История и религиоведение».
В 2008 году проходила стажировку в языковом центре «Аль-Фараби» в Каире, где получила квалификацию преподавателя арабского языка. Имеет диплом 1 категории турецкого языкового центра «Todem» Международной организации «Tolerance».
С 2012 года принимала участие в международной программе Фонда Сороса HESP (High Education Spesial Programm) для преподавателей и исследователей ислама и исламоведческих дисциплин.
Некоторое время работала на факультете социально-культурных коммуникаций БГУ.
Осенью 2023 года была задержана сотрудником ГУБОПиК за участие в акциях протеста 2020 года.

## Ссылка
- Ислам в СНГ: Зорина Канапацкая: Татары стали частью белорусского народа.